# Sadd-e Nāder
Sadd-e Nāder (persiska: سد نادر) är en dammbyggnad i Iran.   Den ligger i provinsen Khorasan, i den nordöstra delen av landet, 800 km öster om huvudstaden Teheran. Sadd-e Nāder ligger 800 meter över havet.
Terrängen runt Sadd-e Nāder är huvudsakligen kuperad. Sadd-e Nāder ligger nere i en dal.Runt Sadd-e Nāder är det ganska tätbefolkat, med 185 invånare per kvadratkilometer. Närmaste större samhälle är Bāgh Kand, 16,3 km söder om Sadd-e Nāder. Trakten runt Sadd-e Nāder består i huvudsak av gräsmarker.